# Superinteligența. Căi, pericole, strategii
Superinteligența. Căi, pericole, strategii (Superintelligence: Paths, Dangers, Strategies) este o carte din 2014 a filosofului suedez Nick Bostrom de la Universitatea din Oxford. Acesta susține că atunci când creierul mașinii depășește creierul uman ca inteligență generală, atunci această nouă superinteligență ar putea înlocui oamenii ca formă de viață dominantă pe Pământ. Mașinile suficient de inteligente și-ar putea îmbunătăți propriile capacități mai repede decât ar face-o cercetătorii din domeniul computerelor umane, iar rezultatul ar putea reprezenta o catastrofă existențială pentru oameni.  Bostrom  susține despre inteligența artificială că „noi oamenii suntem ca niște copii mici care se joacă cu o bombă”.
Cartea lui Bostrom a fost tradusă în multe limbi.  În limba română a apărut la Editura Litera în 2016 (ISBN: 9786063302817).

## Rezumat
Nu se știe dacă inteligența artificială  va atinge nivelul celei umane în câțiva ani, la sfârșitul acestui secol, sau undeva în secolele viitoare. Indiferent când va apărea, odată ce inteligența mașinii este dezvoltată la nivel uman, un sistem „superinteligent” care „depășește cu mult performanța cognitivă a oamenilor în aproape toate domeniile de interes” ar urma, cel mai probabil, în mod surprinzător de rapid. O astfel de superinteligență ar fi foarte dificil de controlat sau de restricționat.
În timp ce obiectivele finale ale superinteligențelor pot varia foarte mult, o superinteligență funcțională va genera în mod spontan, ca sub-obiective naturale, „obiective instrumentale”, cum ar fi conservarea de sine și integritatea obiectivului-conținut, îmbunătățirea cognitivă și achiziționarea resurselor. De exemplu, un agent al cărui singur scop final este să rezolve ipoteza Riemann (una din cele mai celebre și mai importante probleme nerezolvate din matematică) ar putea crea și transforma întregul Pământ în computronium (o „materie programabilă” ipotetică) pentru a ajuta la calcul. Superinteligența ar rezista proactiv oricărei încercări externe de a dezactiva superinteligența sau de a împiedica în alt mod finalizarea sub-obiectivelor sale. Pentru a preveni o astfel de catastrofă existențială, este necesar să se rezolve cu succes „problema controlului IA” pentru prima superinteligență. Soluția ar putea implica insuflarea superinteligenței cu obiective compatibile cu supraviețuirea și bunăstarea umană. Rezolvarea problemei de control este surprinzător de dificilă, deoarece majoritatea obiectivelor, atunci când sunt traduse în cod implementabil de mașină, duc la consecințe neprevăzute și nedorite.
Bufnița de pe coperta cărții face aluzie la o analogie pe care Bostrom o numește „Fabula neterminată a vrăbiilor”. Un stol de vrăbii decide să găsească un pui de bufniță și să-l crească ca servitor. Își imaginează cu nerăbdare „cât de ușoară ar fi viața” dacă ar avea o bufniță care să le ajute la construirea cuiburilor, să apere vrăbiile și să le dea timp pentru o viață de agrement. Vrăbiile încep căutarea dificilă a unui ou de bufniță; numai „Scronkfinkle”, o „vrabie cu un singur ochi, cu un temperament îngrozitor”, sugerează să ne gândim la întrebarea complicată a modului de a îmblânzi bufnița înainte de a o aduce „în mijlocul nostru”. Celelalte vrăbii se împotrivesc; căutarea unui ou de bufniță va fi deja suficient de grea: "De ce să nu ai bufnița mai întâi și să rezolvi detaliile fine mai târziu?" Bostrom afirmă că „Nu se știe cum se termină povestea”, dar își dedică cartea lui Scronkfinkle.

## Recepție
Cartea a ocupat locul 17 pe lista New York Times cu cele mai bine vândute cărți științifice din august 2014. În aceeași lună, magnatul  Elon Musk a apărut la știri, fiind de acord cu cartea că inteligența artificială este potențial mai periculoasă decât armele nucleare. Munca lui Bostrom privind superinteligența a influențat și preocuparea lui Bill Gates pentru riscurile existențiale cu care se confruntă omenirea în secolul următor. Într-un interviu din martie 2015 al președintelui Baidu, Robin Li, Gates a spus că el „va recomanda cu tărie” cartea Superinteligența. Potrivit New Yorker, filosofii Peter Singer și Derek Parfit au „considerat-o o lucrare importantă”.
Redactorul științific al Financial Times  a descoperit că lucrarea lui Bostrom „uneori se îndreaptă către un limbaj opac care îi trădează trecutul de profesor de filozofie”, dar demonstrează convingător că riscul unei superinteligențe este suficient de mare încât societatea ar trebui să înceapă să se gândească de pe acum la modalități de dotare a viitoarei mașini inteligente cu valori pozitive. O recenzie din The Guardian a subliniat: „chiar și cele mai sofisticate mașini create până acum sunt inteligente doar într-un sens limitat” și că „așteptările ca IA să depășească în curând inteligența umană au fost distruse pentru prima dată în anii 1960”, dar găsește un punct comun cu Bostrom în a sfătui că „cineva ar trebui sfătuit să respingă cu totul posibilitatea”.
Unii dintre colegii lui Bostrom sugerează că războiul nuclear prezintă o amenințare mai mare pentru umanitate decât superinteligența, la fel ca și perspectiva viitoare a înarmării prin nanotehnologie și biotehnologiei. The Economist afirmă că „Bostrom este obligat în mare parte din carte să discute speculații construite pe presupuneri plauzibile ... dar cartea este totuși valoroasă. Implicațiile introducerii unei a doua specii inteligente pe Pământ sunt suficient de ample pentru a merita o gândire intensă, chiar dacă perspectiva de a se întâmpla acest lucru pare îndepărtată." Ronald Bailey a scris în Reason că Bostrom susține cu tărie că rezolvarea problemei controlului IA este „sarcina esențială a epocii noastre”. Potrivit lui Tom Chivers de la Daily Telegraph, cartea este greu de citit, dar totuși este plină de satisfacții. Un recenzor de la Journal of Experimental & Theoretical Artificial Intelligence a afirmat că „stilul de scriere [al cărții] este clar”  și a lăudat cartea pentru evitarea „jargonului prea tehnic”. Un recenzor de la Philosophy a considerat că Superinteligența este „mai realistă” decât cartea Singularitatea este aproape (The Singularity is Near) de Ray Kurzweil.